# Rolf Brunner (Schauspieler)

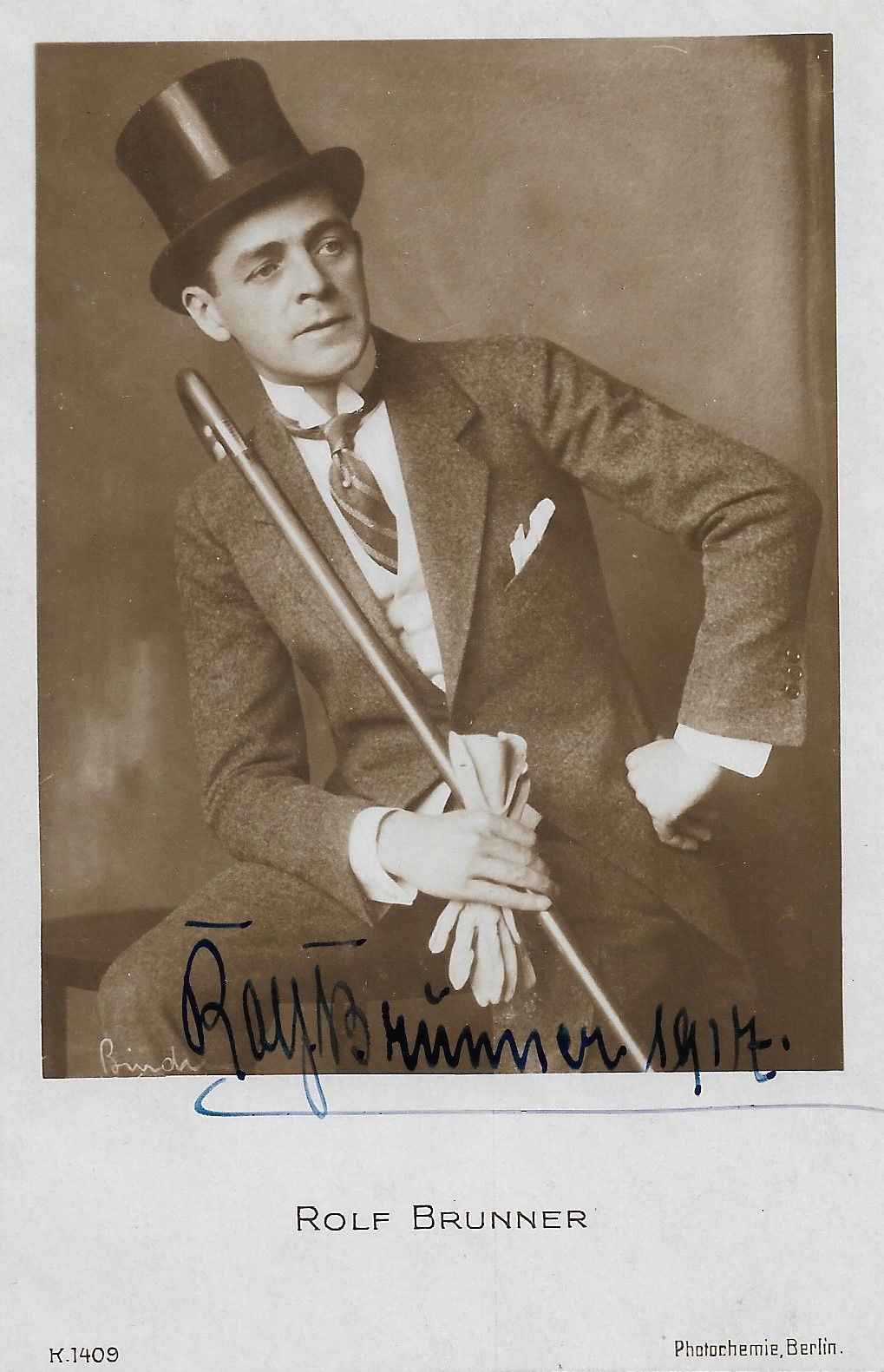
Rolf Brunner auf der Porträt-Postkarte K. 1409 des Verlags Photochemie, fotografiert von Alexander Binder

Rudolf Xaver „Rolf“ Brunner (* 20. Februar 1881 in München; † 30. November 1965 in Berlin) war ein deutscher Schauspieler und Sänger bei Bühne und Stummfilm mit einigen Ausflügen zur Filmregie.

## Leben und Wirken
Brunner kam als Sohn der Köchin Walburga Brunner in München zur Welt. Über seine Ausbildungszeit und erste Stationen ist derzeit nichts bekannt. Sein erstes nachweisbares Festengagement trat Rudolf „Rolf“ Brunner in der Spielzeit 1908/09 in Bamberg als Sänger an. Es folgten Theaterstationen u. a. in Würzburg, Hamburg (hier großer Erfolg in der Gilbert-Operette Die keusche Susanne) und Breslau, wo er sowohl als Sänger (an der jeweiligen Operette) als auch als Schauspieler auftrat. 1914 kam er nach Berlin, um dort zu Beginn des Ersten Weltkriegs ein Engagement am Thalia-Theater unter der Leitung von Jean Gilbert anzutreten. Der heiteren Muse mit Gesangsauftritten blieb er am Theater auch weiterhin verbunden, so sah man ihn anfänglich in der Hauptstadt beispielsweise in der Posse Krümel vor Paris am Residenz-Theater und Jahre später am Wallner-Theater in der Fridericus-Rex-Operette Des Königs Nachbarin.
Zeitgleich begann Brunner zu filmen. Man besetzte ihn während des gesamten Krieges mit zahlreichen Haupt- und großen Nebenrollen in künstlerisch anspruchsarmen Filmen, in denen er mit bekannten Regisseuren wie Franz Hofer, Walter Schmidthässler, Eugen Illés, Joe May und Jaap Speyer zusammenarbeitete. Dabei gab er, an der Seite populärer Diven wie Lya Ley, Erna Morena und Ellen Richter, oftmals elegant gekleidete Herren aus der Gesellschaft, in Lustspielen ebenso wie in Melodramen. In den Jahren 1919 bis 1921 konzentrierte sich Rolf Brunner im Auftrag kleinerer Berliner Produktionsfirmen ohne größere Resonanz ganz auf die Filmregie und inszenierte unter anderem mehrere Detektivfilme. Mit dem in Bozen entstandenen Aldini-Sensationsfilm Jagd auf Menschen beendete Brunner im Sommer 1926 seine nur gut ein Jahrzehnt währende Tätigkeit vor der Kamera.
Brunner war ab 1919 mit Marie Krämer verheiratet. Er starb – nur zwei Wochen nach seiner Ehefrau – Ende November 1965 im Sankt-Gertrauden-Krankenhaus in Berlin-Wilmersdorf.

## Filmografie
Als Schauspieler, wenn nicht anders angegeben:
- 1915: Der Eremit
- 1915: Liebe und Alkohol
- 1915: Seelen, die sich nachts begegnen
- 1916: Der verkaufte Schlaf
- 1916: Der Handwerksbursche
- 1916: Im Angesicht des Toten
- 1916: Welker Lorbeer
- 1917: Der Waldbrand
- 1917: Im stillen Ozean
- 1917: Eine Perle auf dunklem Grunde
- 1917: Das Hochzeitsgeschenk
- 1917: Ein nasses Abenteuer
- 1917: Lulu
- 1918: Wogen des Schicksals
- 1918: Die Ehe der Gräfin Wetterberg
- 1918: Ein Flammentraum
- 1919: Die törichte Jungfrau (Regie)
- 1919: Sein letzter Trick (Regie)
- 1920: Die Lackstiefel (auch Regie)
- 1920: Das Sahnebaiser (auch Regie)
- 1920: Der Meisterschuss (Regie)
- 1920: Die Wölfin (Regie)
- 1920: Im Banne des Andern (Regie)
- 1921: Pique Sieben (Regie)
- 1921; Hans im Glück (Regie)
- 1922: Die Strandnixe
- 1922: Die Tragödie im Hause Bang
- 1923: Gobseck
- 1924: Kampf um die Scholle
- 1926: Jagd auf Menschen